# Zeem

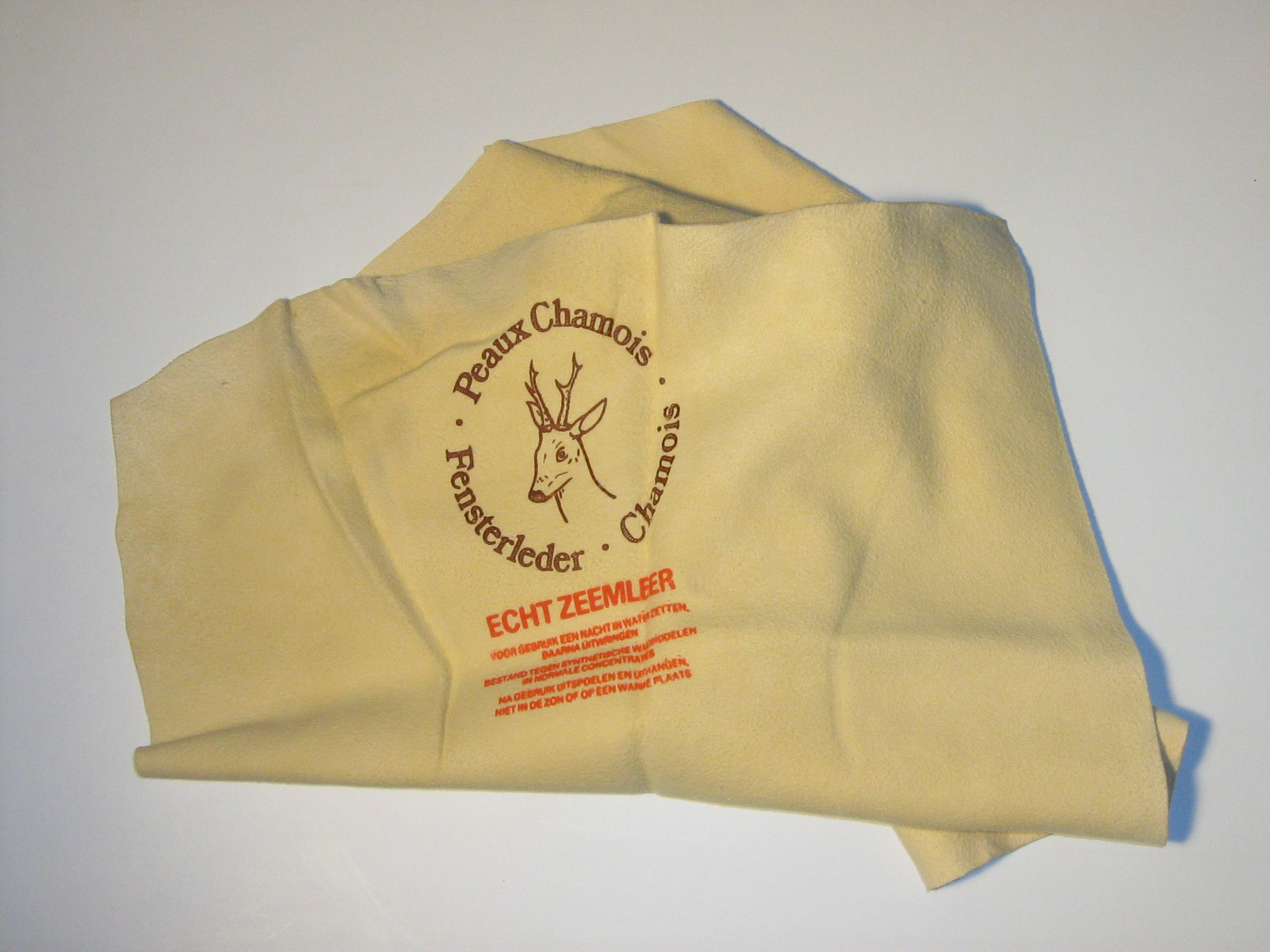
Een zeemlap van natuurlijk zeemleer

Een zeem, zeemlap of zeemvel is een zachte lap van zeemleer, die gebruikt wordt om gladde voorwerpen schoon te maken of droog te maken.
In oorsprong bestaat de zeem uit natuurlijk zeemleer (gemsleer of gemze(n)leer), gemaakt van de huid van een gems, Frans: chamois. Ook huiden van hertachtigen en, na een extra bewerking, runderen of schapen, worden wel gebruikt. Tegenwoordig, vooral sedert 1880, worden zemen steeds vaker van synthetische stoffen gemaakt. Een zeem kan veel water opnemen, dat er ook weer gemakkelijk uit gewrongen kan worden. Het wordt dan ook vaak gebruikt bij het glazenwassen.
Een wielrennersbroek had vroeger een zeemleren stuk, om zachter te zitten en om het zweet af te voeren.